# Беп ван Клаверен
Беп ван Клаверен (нід. Bep van Klaveren; 26 вересня 1907 — 12 лютого 1992) — нідерландський боксер, олімпійський чемпіон 1928 року. 

## Аматорська кар'єра
Олімпійські ігри 1928
- 1/8 фіналу. Переміг Хуана Муньйоса (Іспанія)
- 1/4 фіналу. Переміг Фреда Перрі (Велика Британія)
- 1/2 фіналу. Переміг Гарольда Девіна (США)
- Фінал. Переміг Віктора Паральту (Аргентина)

## Galleri

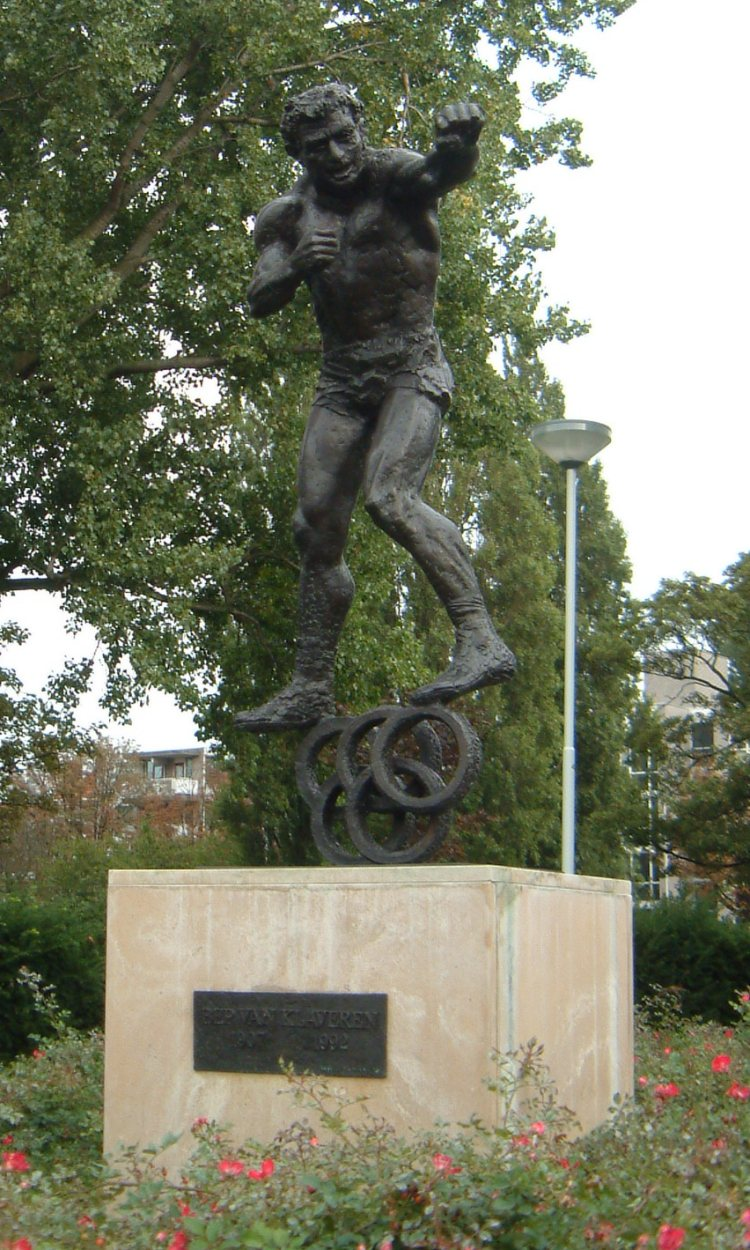
Bep van Klaveren  Rotterdam.
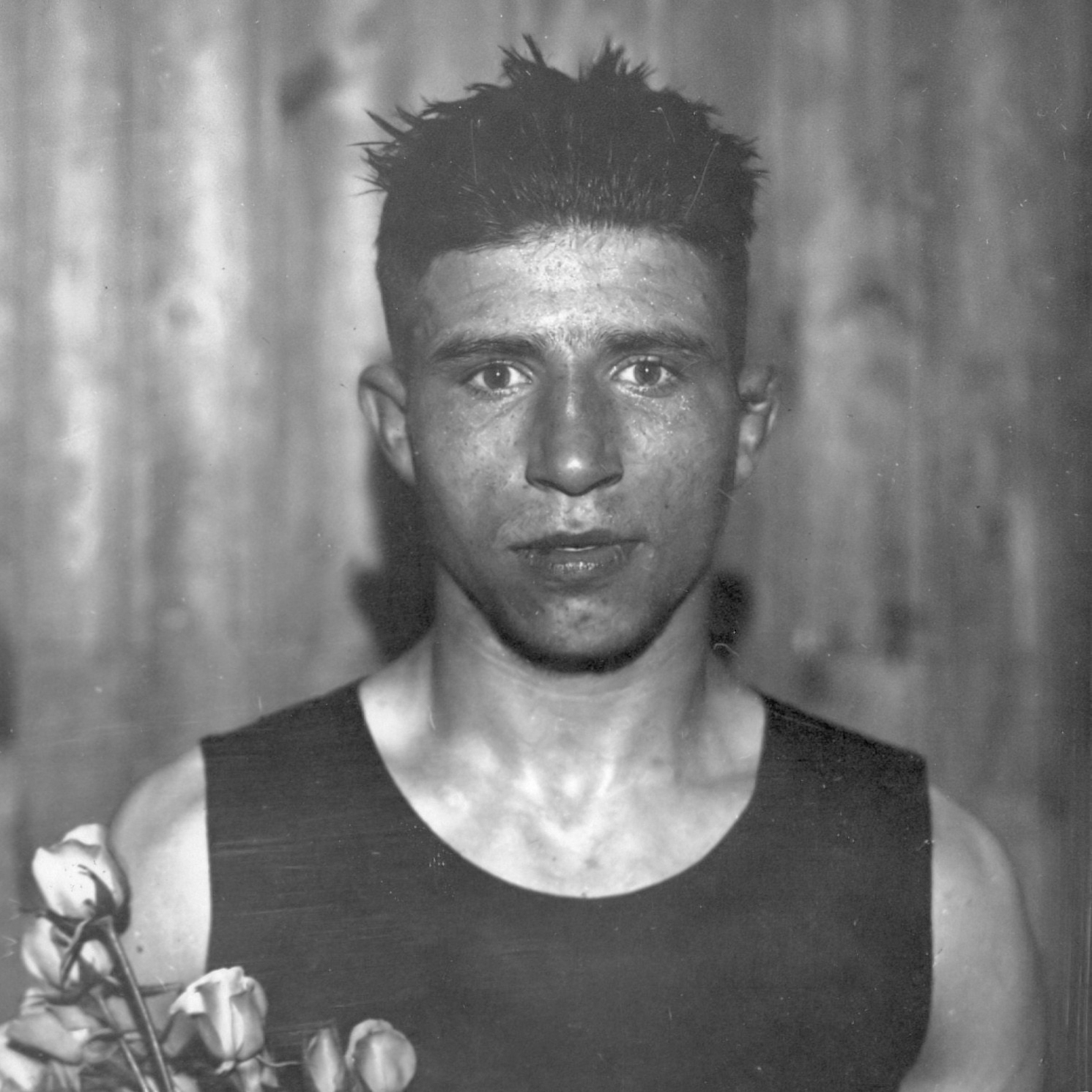
Bep van Klaveren 1928.
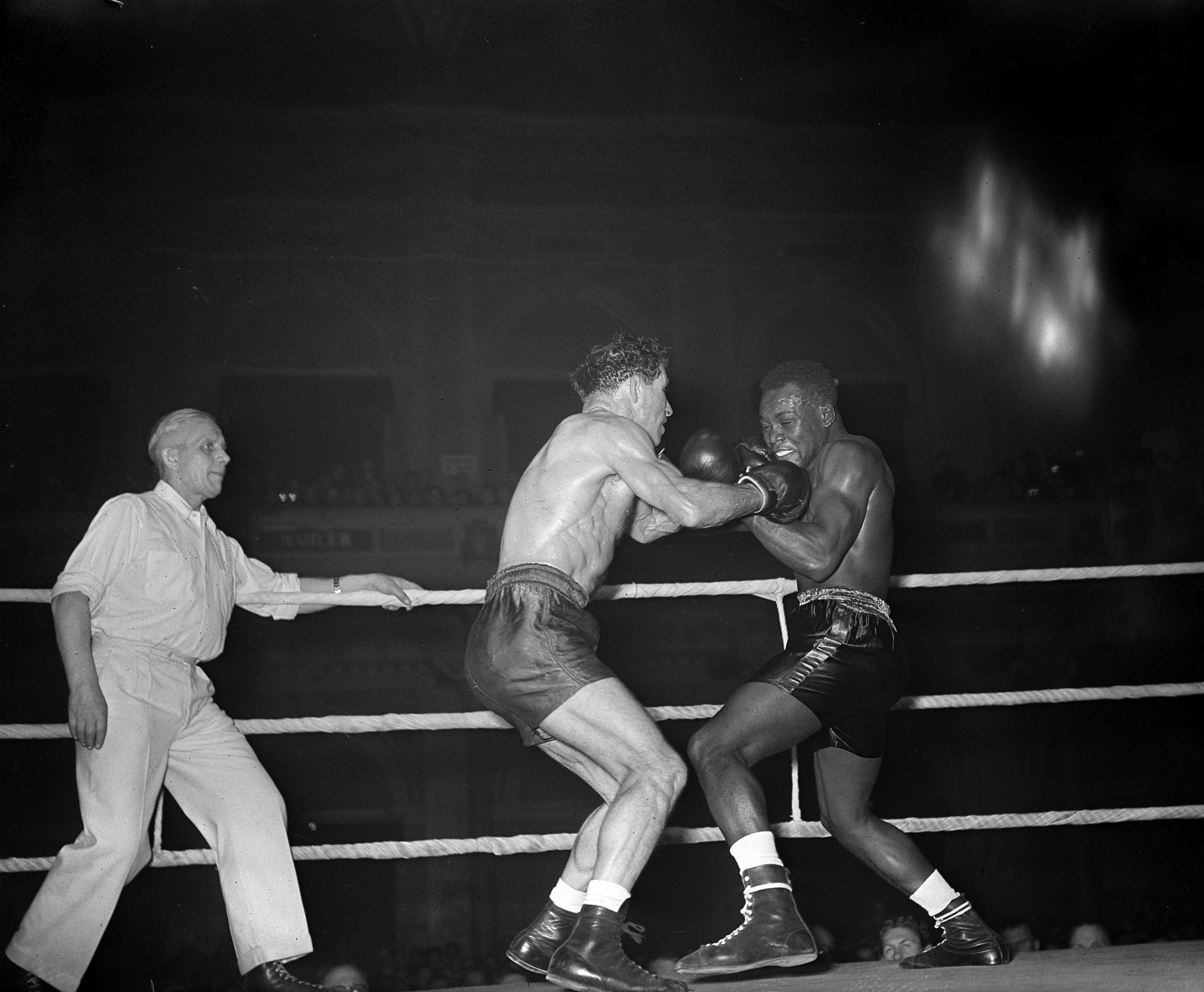
Bep van Klaveren - Kid Pompeij  Amsterdam 15 feb 1954.
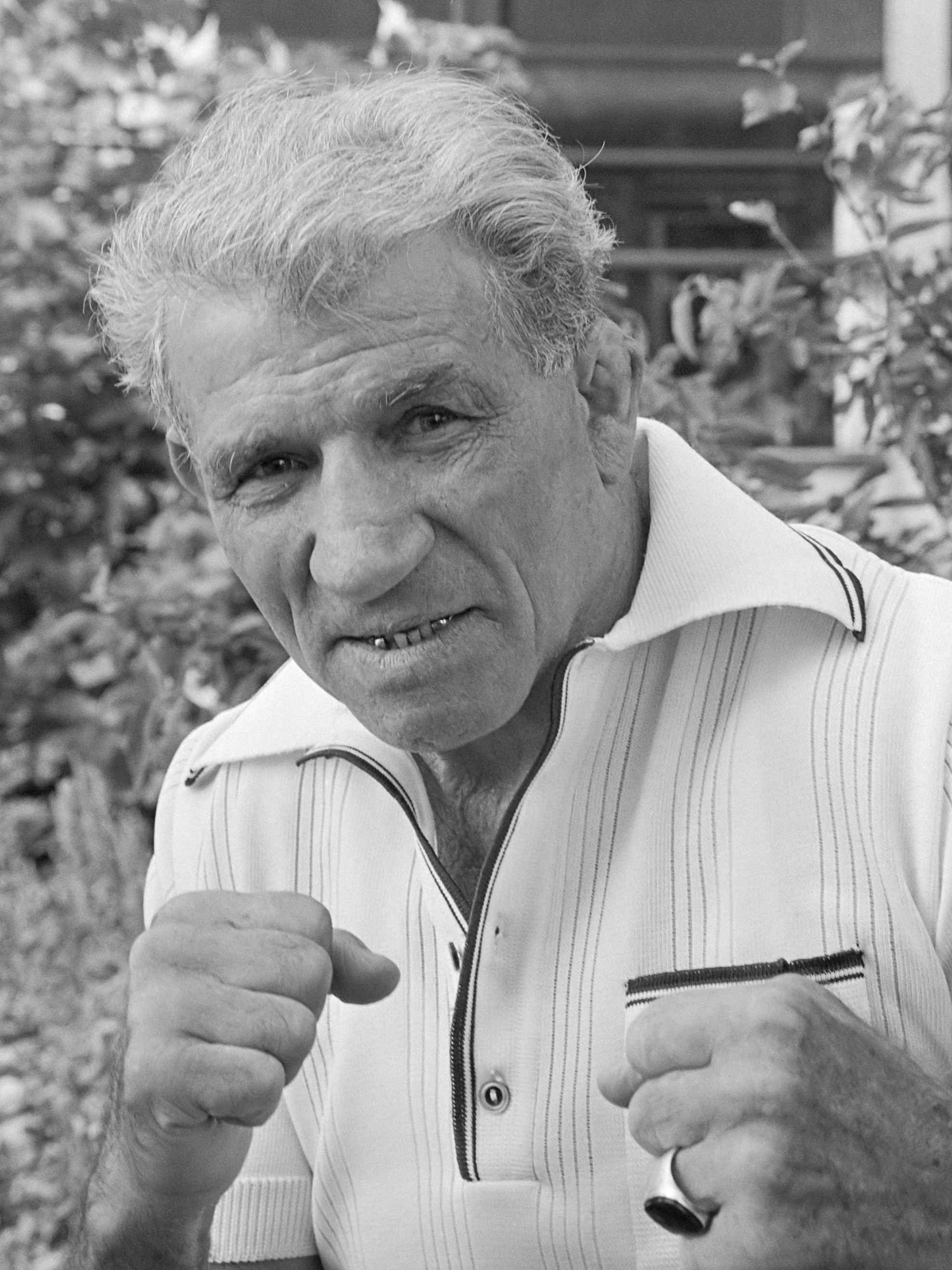
Bep van Klaveren 1982.